# Походы УГА в Закарпатье
Похо́ды Украи́нской Га́лицкой А́рмии в Закарпа́тье — военные походы частей Украинской Галицкой Армии в Закарпатье в 1919 году с целью установить в регионе влияние Западно-Украинской Народной Республики.
В тот момент на территорию Закарпатья претендовало несколько государств — Венгрия, Чехословакия, ЗУНР. Зимой 1919 года отдельные части УГА пересекли Карпатские горы и попали в Закарпатье. В результате непродолжительных боёв с венгерской полицией и румынскими войсками, а также в связи с заявленным Чехословакией намерением присоединить Закарпатье, отступили обратно, так как война с Чехословакией не была выгодна ЗУНР. Это было единственное государство, за исключением УНР, которое имело торговые связи с республикой, поэтому конфликт с чехословацкими властями мог привести к полной внешнеполитической и экономической изоляции ЗУНР.